# İmamuşağı, Silifke
İmamuşağı là một xã thuộc huyện Silifke, tỉnh Mersin, Thổ Nhĩ Kỳ. Dân số thời điểm năm 2011 là 644 người.